# إدوارد ماثيو فاريل
إدوارد ماثيو فاريل (بالإنجليزية: Edward Matthew Farrell)‏ هو سياسي كندي، ولد في 31 مارس 1854 في كندا، وتوفي في 6 أغسطس 1931. حزبياً، نشط في الحزب الليبرالي الكندي والحزب الليبرالي في نوفا سكوشا ‏. وقد انتخب عضو مجلس الشيوخ الكندي وانتخب عضو مجلس نواب نوفا سكوتيا.